# L'Amant d'un jour
L'Amant d'un jour (Brasil: Amante por um Dia / Portugal: O Amante de um Dia) é um filme de drama francês de 2017, dirigido por Philippe Garrel e estrelado por Éric Caravaca, Esther Garrel, e Louise Chevillotte. Foi exibido na Quinzena dos Realizadores no Festival de Cannes 2017. Em Cannes, ganhou o Prêmio SACD. É a terceira e última parte da trilogia do amor de Garrel, a primeira sendo La jalousie (2013) e a segunda L'Ombre des femmes (2015).

## Sinopse
Um professor de filosofia chamado Gilles (Éric Caravaca) tem um relacionamento com Ariane (Louise Chevillotte), que é uma de suas alunas. A filha de Gilles, Jeanne (Esther Garrel),se muda para morar com eles depois de ser expulsa do apartamento do namorado.

## Elenco
- Éric Caravaca como Gilles
- Esther Garrel como Jeanne
- Louise Chevillotte como Ariane

## Lançamento
O filme teve sua estreia na Quinzena dos Realizadores no Festival de Cannes 2017 em 19 de maio de 2017. Pouco depois, a MUBI adquiriu os direitos de distribuição dos EUA, Reino Unido e Irlanda para o filme. Foi lançado na França em 31 de maio de 2017. O filme foi exibido no Festival de Cinema de Nova Iorque em 10 de outubro de 2017.
Foi lançado em Portugal na edição de 2017 do Lisbon & Sintra Film Festival, nos Estados Unidos em 12 de janeiro de 2018, no Reino Unido em 19 de janeiro de 2018, e no Brasil em 15 de março de 2018.

## Recepção
L'Amant d'un jour recebeu críticas positivas dos críticos de cinema. Ele detém uma taxa de aprovação de 83% no site agregador de críticas Rotten Tomatoes, baseado em 40 avaliações, com uma média ponderada de 6,7/10. O consenso crítico do site diz: "L'Amant d'un jour oferece um estudo de personagem envolvente que é tão bem atuado e verossímil quanto lindamente filmado." No Metacritic, o filme tem uma classificação de 69 de 100, baseado em 14 críticos, indicando "críticas geralmente favoráveis".
Pamela Pianezza, da Variety, chamou o filme de "um drama romântico sedutor e muito elegantemente elaborado — embora em grande parte previsível — que se sairia bem em territórios onde o auteur francês já é conhecido e estimado".
Cahiers du cinéma colocou o filme em 6º lugar em sua lista dos 10 melhores filmes de 2017.